# Польське музичне видавництво
Польське музичне видавництво (пол. Polskie Wydawnictwo Muzyczne, PWM) — видавництво в Польщі, одне з небагатьох музичних видавництв колишнього східного блоку. Видає головним чином партитури польських композиторів — Кшиштофа Пендерецького (Krzysztof Penderecki), Вітольда Лютославського (Lutosławski Witold), Генрика Гурецького (Henryk Mikołaj Górecki та інших,— а також деяких іноземних. У 2012 році завершило видання музичної енциклопедії. Енциклопедії та музикознавчі праці, видані PWM, користуються великим авторитетом.
Головний офіс видавництва знаходиться в Кракові.